# Ahmed Saber
Ahmed Saber (in arabo أحمد صابر‎?; 11 aprile 1968) è un ex calciatore egiziano, di ruolo portiere.

## Carriera

### Club
Ha sempre militato nel campionato egiziano, vincendolo 3 volte la coppa nazionale.

### Nazionale
Con la maglia della Nazionale egiziana ha conquistato la Coppa d'Africa nel 1998.

## Palmarès

### Club

#### Competizioni nazionali
- Coppa d'Egitto: 3

Al-Mokawloon: 1989-1990, 1994-1995, 2003-2004

### Nazionale
- Coppa d'Africa: 1

1998